# Diecéze Ampora
Diecéze Ampora je titulární diecéze římskokatolické církve.

## Historie
Ampora, v dnešním Alžírsku, je starobylé biskupské sídlo nacházející se v římské provincii Numidia.
Známe tři biskupy tohoto sídla; roku 411 se koncilu v Kartágu zúčastnil biskup Donatus a biskup donatista Servatus. Třetím známým biskupem je Cresconius, který byl mezi biskupy, které roku 484 pozval vandalský král Hunerich.
Dnes je diecéze využívána jako titulární biskupské sídlo; současným titulárním biskupem je Arthur Joseph Colgan, pomocný biskup diecéze Chosica.

## Seznam biskupů
- Donatus (zmíněn roku 411)
  - Servatus (zmíněn roku 411) (biskup donatista)
- Cresconius (zmíněn roku 484)

## Seznam titulárních biskupů
- José Calasanz Rosenhammer, O.F.M. (1949–2003)
- Heriberto Andrés Bodeant Fernández (2003–2009)
- Fernando José Castro Aguayo (2009–2015)
- Arthur Joseph Colgan, C.S.C (od 2015)